# A Tribe Called Quest
A Tribe Called Quest é um grupo de hip hop americano formado em 1985, atualmente composto pelo rapper e produtor Q-Tip  pelo DJ e Produtor Ali Shaheed Muhammad. Tem como ex-membros os rappers Phife Dawg — que acabou falecendo em março de 2016 devido a complicações relacionadas à diabetes — e Jarobi White, que deixou o grupo em 1991, mas voltou a contribuir com o grupo após sua reunião em 2006. Juntamente com De La Soul, Jungle Brothers e Black Sheep, o grupo formou o coletivo Native Tongues, e tiveram o maior sucesso comercial entre todos os grupos desse coletivo. Muitas de suas músicas, tais como "Jazz (We've Got)", "Can I Kick It?", "Check The Rhime" e "Eletric Relaxation" são consideradas como clássicas pela comunidade do Hip Hop. O grupo lançou cinco álbuns entre 1990 e 1998; e encerrou suas atividades em 1998. Em 2006 o grupo reuniu-se e realizou uma turnê pelos Estados Unidos. Em 2016 o grupo, voltou e lançou seu sexto álbum de estúdio. O grupo é considerado pioneiro no gênero Hip Hop Alternativo, tendo aberto o caminho para muitos outros grupos inovadores.

## Biografia

### História
Q-Tip e Phife Dawg eram amigos de infância e cresceram juntos no Queens, Nova York. Inicialmente Q-Tip se apresentava como um artista solo, e ocasionalmente fazia parcerias com Muhammad. Enquanto o Q-Tip e Muhammad frequentemente faziam demos com Phife Dawng, que era um entusiasta dos esportes e ainda estava tentando ser um jogador de basquete profissional, e por isso não queria se tornar um membro do grupo. Ele somente entrou para o grupo após Jarobi também entrar, tornando assim o grupo em um quarteto. O nome final do grupo foi dado em 1988 pelo grupo The Jungle Brothers, que também frequentou a mesma escola que Q-Tip e Muhammad.
No início de 1989, o grupo assinou um contrato de demonstração com a Geffen Records e produziu uma demo de cinco músicas, que incluiu faixas como "Description Of A Fool", "I Left My Wallet In El Segundo"" e "Public Enemy". A Geffen Records decidiu não oferecer ao grupo um contrato de gravação, e o grupo recebeu permissão para tentar um contrato em outro lugar. Depois de receber ofertas lucrativas de várias gravadoras diferentes, o grupo optou por assinar com a modesta gravadora Jive Records. A Jive Records ficou conhecida como uma gravadora de rap independente, com especialidade em construção de carreiras de artistas como Boogie Down Productions e Too Short.

### Álbuns

#### People's Instinctive Travels and the Paths of Rhythm
Pouco tempo após assinar com a Jive, o grupo produziu seu primeiro single, “Description of a Fool”. O álbum de estreia People's Instinctive Travels and the Paths of Rhythm foi marcado por uma abordagem lírica lúdica, como na inspirada “Can I Kick It?”, com conteúdo sobre sexo seguro, vegetarianismo e experiências juvenis; um senso de humor idiossincrático que estava livre de grande parte da postura do hip-hop hardcore e dos aspectos mais esquerdistas do hip-hop consciente.
O álbum somente ganhou força após o lançamento dos singles “Bonita Applebum” e “Can I Kick It?”, recebendo disco de ouro 6 anos depois. White deixou o grupo por motivos pessoais. Uma edição remasterizada do 25º aniversário da People's Instinctive Travels e da Paths of Rhythm está agora disponível na Legacy Recordings e na RCA Records.

## Discografia
Álbuns de estúdio
- 1990: People's Instinctive Travels and the Paths of Rhythm
- 1991: The Low End Theory
- 1993: Midnight Marauders
- 1996: Beats, Rhymes and Life
- 1998: The Love Movement
- 2016: We Got It From Here... Thank You 4 Your Service

Compilações
- 1992: Revised Quest for the Seasoned Traveller
- 1999: The Anthology
- 2003: Hits, Rarities, and Remixes
- 2006: The Lost Tribes
- 2008: The Best Of A Tribe Called Quest